# Hedwig von Sierstorpff
Sophia Bernardina Luise Friederika Hedwig Freiin von Sierstorpff (Münster, 22 november 1848 – Hannover, 10 januari 1900) is de grootmoeder van moederszijde van de Nederlandse prins-gemaal Bernhard van Lippe-Biesterfeld (1911-2004).
Hedwig von Sierstorpff was de dochter van Ernst Eberhard von Sierstorpff-Driburg (1813-1855) en Karoline von Vincke (1822-1870). Zij was de erfdochter van een oude Westfaalse adellijke familie die vooral rond Bad Driburg veel grondbezit had. Hedwig was gehuwd met Aschwin von Cramm, uit welk huwelijk in 1883 de latere prinses Armgard werd geboren. Vanwege het landgoed van 2800 hectare dat zij inbracht in het huwelijk en om de naam van haar familie te bewaren werd de naam van Aschwin von Cramm in 1881 gewijzigd in Aschwin von Sierstorpff-Cramm. Haar grootvader Kaspar Heinrich von Sierstorpff maakte dankzij de geneeskrachtige bronnen van Driburg een kuuroord en was actief in de parfumindustrie. De nazaten van Hedwig von Sierstorpff en Aschwin von Cramm beheren nog steeds het kuuroord Bad Driburg, inmiddels een verzameling hotels en klinieken met meer dan 1000 werknemers.

## Voetnoten
1. ↑  E.J.H. Schrage, Zur Lippe Biesterfeld. Prinses Armgard, Prins Bernhard en hun houding tegenover nazi-Duitsland (Amsterdam: Balans, 2004), p. 19-20 ISBN 90-5018-672-6
2. ↑  (de) De Familie Von Sierstorpff en het kuuroord Bad Driburg graeflicher-park.de (gearchiveerd)